# Черен фронт
Бойна лига на революционните националсоциалисти (от нем.: Kampfgemeinschaft Revolutionärer Nationalsozialisten) по-известна като „Черен фронт“ (от нем.: Die Schwarze Front) е политическа група, съществувала между 1930 и 1934 г. в Германия и създадена от германския политик Ото Щрасер след като е изгонен от Нацистката партия.
Щрасер смята, че антикапиталистическата идеология на националсоциализма е предадена от Адолф Хитлер. Черият фронт е съставен от бивши радикални членове на Нацистката партия, които целят да създадат разединение в главната партия. Организацията на Щрасер публикува вестника „Немската революция“ и приема пресечените чук и меч за символ на партията.
Черният фронт не успява да се противопостави успешно на Нацистката партия. Възкачването на Хитлер на власт слага край на организацията. Щрасер прекарва годините на Третия райх в изгнание, първо в Чехословакия, а после в Канада. Лявото крило на партията е унищожено през 1934 г. по време на Нощта на дългите ножове, през която е убит Грегор Щрасер, по-големият брат на Ото.